# Сага о Магнусе Добром
«Сага о Магнусе Добром» (исл. Magnúss saga góða) — произведение средневековой исландской литературы, созданное в XIII веке. Одна из «королевских саг», вошедших в сборник «Круг Земной», который традиционно приписывают Снорри Стурлусону. Рассказывает о Магнусе Добром, правившем Норвегией в 1035—1047 годах. Он был провозглашён конунгом после смерти датчанина Кнуда Великого, позже занял ещё и датский престол, за который ему пришлось воевать с племянником Кнуда Свеном Эстридсеном. В Норвегии Магнус был вынужден признать своим соправителем Харальда Сурового, единоутробного брата отца.
Автор саги использовал в своей работе более ранние произведения того же жанра — «Красивую кожу», «Обзор саг о норвежских конунгах». Кроме того, его источниками были скальдические стихи, которые он вставлял в текст. Исследователи констатируют, что образ Магнуса Доброго в саге содержит мало индивидуальных черт: задачей автора было показать соответствие этого персонажа образу идеального правителя.